# ぜんぶ君のせいだ。
ぜんぶ君のせいだ。（ぜんぶきみのせいだ）は、如月愛海・メイユイメイ・ 寝こもち・むく・煌乃光の5人からなる日本のアイドルユニットである。「病みかわいい」をコンセプトに掲げている。

## 概要
「病みかわいい」をヴィジュアルコンセプトに、2015年7月に結成された。グループとしての方向性を「人間（おんなやおとこや色々と）なら誰しも心の奥底にある感情（病み部分）を、毒＋可愛らしくアナーキーに表現する事を信条とするつもり。」

と定義しており、歌詞やミュージックビデオなどにも日常的なフラストレーションやニヒリズム、アナキズムを連想させる表現がしばしば用いられる。

## 略歴
2015年
- 5月25日、ぜんぶ君のせいだ。公式サイトがリニューアル。リニューアルに伴い、如月愛海（きさらぎ めぐみ）、成海5才（なるみ ごもち）、ましろ、十字（もげき あざ）、夢咲夢日（ゆめさき あすな）の個別プロフィールが掲載される。
- 7月8日、1stデジタルシングル「ねおじぇらす✡めろかおす」が各配信サイトで配信スタート。
- 7月31日、2ndデジタルシングル「Shit End プラシーボ」が予約解禁。
- 10月12日、初ライブを行う。このライブにて、新メンバー・一十三四（ひとみ よつ）が加入。
- 10月17日、夢咲夢日が事実上の脱退。

2016年
- 1月27日、1stフルアルバム「やみかわIMRAD」をリリース[3]。
- 3月6日から3月20日の間、自身初のツアー東名阪ワンマンツアー〜やみかわぐん宣戦布告です。〜を開催。
- 4月6日、1stシングル「無題合唱」をリリース[4][5]。
- 7月13日、2ndシングル「僕喰賜君ノ全ヲ」をリリース[6][7][8]。
- 7月16日から8月20日の間、「僕喰賜君達ノ全ヲ」と題し、全国7ヶ所でワンマンツアーを敢行[6]。
- 11月9日、2ndフルアルバム「アニマあにむすPRDX」をリリース[9]。
- 11月23日、新宿MARZにて緊急ワンマン公演。成海5才の年内の脱退、十字の同日付の脱退が発表される[10]。
- 12月30日、恵比寿LIQUID ROOMで行われたライブをもって成海5才が脱退する。またこのライブで、新メンバー・咎憐无（とがれん）が加入する[11][12][13]。

2017年
- 1月14日、東京 Shibuya eggmanで行われた如月愛海のバースデーイベントにて、新メンバー・未来千代（みくちよ）めねが加入する[14]。
- 2月15日、3rdシングル「Sophomore Sick Sacrifice」をリリース[15]。
- 2月16日、今池3STAR（名古屋）を皮切りに、東名阪3周ツアー「MODERN ANARKIMIZM TOUR 2017」を開催[16][17]。
- 4月26日、4thシングル「わがまま新生Hominina」をリリース[18][19]。
- 5月5日、SHIBUYA CLUB QUATTRO（東京）を皮切りに9都市ワンマンツアー「新生我尽TOUR」を開催[19]。
- 8月5日、未来千代めねの脱退が発表される[20]。
- 9月6日、3rdフルアルバム「Egoistic Eat Issue」をリリース[21][22]。
- 9月30日、NAGOYA CLUB QUATTRO（愛知）を皮切りにロングツアー「みんなごと TOUR 2017〜2018」を開催[23]。この公演にて未来千代めねが脱退[24]。
- 12月6日、5thシングル「せきららららいおっと」をリリース[25][26]。

2018年
- 4月4日、6thシングル「トナリコレアラタ」をリリース[27][28]。
- 5月3日、TSUTAYA O-EAST（東京）にて、自身最大規模のワンマン「ぜんぶ君のせいだ。ワンマンLIVE〜ロマン無頼IZM〜」を開催[29][30]。
- 6月8日より、自身初の対バンライブ企画「修羅しゅしゅしゅ」を4ヶ所5公演開催[31]。
- 7月4日、4thフルアルバム「NEORDER NATION」をリリース[31][32][33]。
- 7月18日、ライブDVD「ぜんぶ君のせいだ。TSUTAYA O-EAST ワンマンLIVE〜ロマン無頼IZM〜」をリリース[34]。
- 7月27日より、夏休み平日限定無料ツアー「MOB MORATORIUM TOUR」を全国11ヶ所にて開催[31]。
- 9月5日、LINE MUSICにて新曲「アルアルターエゴ」を配信リリース[35]。
- 9月17日より、東名阪ワンマンツアー「おぼろばんからからーTOUR」を開催[36]。
- 10月15日、自身初のアーティストブック「ぜんぶ君のせいだ。解体ぜん書」を刊行[37]。

2019年
- 1月20日、自身最大キャパとなる会場、Zepp Tokyoでのワンマンライブを開催[38][39][40]。
- 2月6日、8th両A面シングル「Natural Born Independent/ロマンスセクト」をリリース[41][42]。
- 4月8日、咎憐无が4月28日をもって卒業することが発表される[43]。
- 4月10日、ライブDVD「Zepp TokyoワンマンLIVE〜革鳴共唱〜」をリリース。
- 4月28日、日比谷野外大音楽堂にて自身最大規模となるワンマンライブを開催[44]。また、この公演をもって咎憐无がグループを脱退[43]。 2019年7月より新体制での全国ツアー「CULT CHAOS CUTIE TOUR 2019」を29都市にて開催すると発表[45]。
- 5月6日、新宿LOFTでのワンマンライブにて新メンバー・凪（なぎ）あけぼの、征之丞十五時（ゆきのじょう おやつ）が加入する[46]。
- 7月31日、9thシングル「Antilyours」と再録アルバム「LIVE or DIE〜ちぬいち〜」をリリース[47]。
- 10月16日、10thシングル「ぜんぶ僕のせいだ。」と再録アルバム「LIVE or DIE〜ちぬに〜」を同時リリース[48][49][50]。
- 10月23日、一十三四のフォトエッセイ「一十三四五（ひとみよい）」を発売。
- 12月18日、5thフルアルバム「或夢命（アルムメイ）」をリリース[51][52][53]。

2020年
- 1月11日より、「未夢命（イマダムメイ）TOUR 2020」を開催[51]。
- 7月24日、東京・中野サンプラザホールにてワンマンライブ「生鳴兆候（バイタルサイン）」を開催[54][55][56]。
- 7月30日、一十三四と凪あけぼのが8月9日・10日のライブをもってグループを脱退することを発表。8月10日より、一時活動休止期間に突入した[57][58]。
- 9月30日、ましろがグループを脱退。併せて、甘福氐喑（あまねち あん）、もとちか襲（かさね）、雫（しずく）ふふの3人の加入が発表された。
- 11月3日より、東京・Zepp DiverCity TOKYOを皮切りに47都道府県ツアー「re:voke tour for 47」を開催。
- 11月4日、11枚目のシングル「インソムニア」をリリース。

2021年
- 1月11日、元ゆくえしれずつれづれのメイユイメイ、个喆（こてつ）の加入が発表された[59]。
- 2月16日、｢堕堕｣MV公開[60]。
- 2月17日、12枚目のシングル「堕堕」を発売[59]
- 3月31日、｢WORLD END CRISIS｣MV公開[61]。
- 5月19日、｢オルタナティブメランコリー｣MV公開[62]。
- 8月25日、ルーズリーフ (如月愛海 ソロ)、Lil' Shine bright Three oclock (征之丞十五時 ソロ)発売
- 8月25日、ライブツアー途中にメンバーの新型コロナウイルス感染が確認され、以降のツアー公演と13thシングルの発売を延期すると発表された[63]。
- 9月22日、13thシングル『Heavenlyheaven』リリース
- 11月24日、6thフルアルバム『FlashBack NightMare』リリース
- 12月15日、「MIX CD「意味無」付きMOOK本」の無料配布

2022年
- 3月2日、14thシングル「浪漫事変」リリース
- 3月15日、メンバー「甘福氐喑」「征之丞十五時」の脱退を発表。
- 4月3日、同日のTOKYO DOME CITY HALLでの公演にて新メンバー「寝こもち（ねね こもち）」の加入を発表。
- 4月27日、再収録アルバムQ.E.D. tri発売
- 7月13日、15thシングル「DEADENDprisoner」リリース
- 11月8日、メンバー「雫ふふ」が事務所との専属契約解除、脱退を発表。
- 11月16日、7thアルバム「メイダイシンギ」リリース
- 11月25日、寝こもちが星歴13夜として活動再開。
- 12月1日、無期限活動休止を発表[64]。

2023年
- 3月15日、日本武道館でラストライブ『ぜんぶ君のせいだ。日本武道館単独公演「この指とまれ」』を開催し無期限活動休止[65]。
- 8月28日、同年3月15日に行われた、日本武道館公演を映像化するためのクラウドファンディングを開始。支援総額は目標の178%を達成した[66]。
- 12月24日、所属事務所主催公演「コドモメンタル presents “全廿壱” X'mas&年末SP」に出演し、2024年3月15日にCLUB CITTA'（神奈川県）でワンマンライブを開催することを発表。当該ワンマンライブをもって新メンバーを加えて活動再開することも発表された[67]。

2024年
- 新メンバー簡易プロフィール画像解禁[68]
- 4月16日、メンバー「己涙々らて」が事務所との契約解除、活動辞退を発表。
- 5月6日、公式Instagram開設。

2025年
- 3月1日、7thシングル「こゆび」MVをプレミア公開[69]

## メンバー
以下、一部を除き公式プロフィール通りに記載。

### 現メンバー
| 名前                          | 誕生日  | 血液型 | 趣味             | 特技               | 担当色            | 傷ついた一言           | 使用武器        | 備考                                 |
| ----------------------------- | ------- | ------ | ---------------- | ------------------ | ----------------- | ---------------------- | --------------- | ------------------------------------ |
| 如月 愛海 （きさらぎ めぐみ） | 1月11日 | AB     | 物語を感じること | ぜん君。のリーダー | 赤                | 何考えてるかわかんない | 日本刀          | 結成メンバー（2015年5月 - ）         |
| メイユイメイ                  | 2月11日 | B      |                  |                    | 天使              | 重すぎる…              | 十字架          | 2021年1月加入 元ゆくえしれずつれづれ |
| 寝 こもち （ねね こもち）     | 7月13日 | B      | おうたを歌う     | 超寝る             | 楽夢子 （らむね） | うるさいから黙って     | 星球鎚矛        | 2022年4月加入                        |
| むく                          | 5月1日  | AB     | FPS/ホラーゲーム | たくさん笑う       | 泡                | ずっと笑っててキモい   | 隕石 どっかーん | 2024年3月加入                        |
| 煌乃光 （ひのひかり）         | 4月17日 | B      | お香集め         | 油絵を描くこと     | 落日              | 空気読めない           | 鉤爪            | 2024年3月加入                        |

### 旧メンバー
夢咲夢日（ゆめさき あすな）
（在籍期間：2015年5月 - 2015年10月）
7月10日生まれ。黄色担当。武器は爆弾。
十字（もげき あざ）
（在籍期間：2015年5月 - 2016年11月）
2月26日生まれ。紫色担当。武器は大鎌。
成海5才（なるみ ごもち）
（在籍期間：2015年5月 - 2016年12月）
2月1日生まれ。水色担当。武器は釘バット。
未来千代めね（みくちよ めね）
（在籍期間：2017年1月 - 2017年9月）
6月7日生まれ。靑色担当。武器は杖。
2017年11月、APOKALIPPPSに加入（「仲瀬みあら」名義）。
2018年6月、「仲瀬みあら」名義でシングル「恋の変」をリリース。
咎憐无（とが れん）
（在籍期間：2016年12月 - 2019年4月）
10月23日生まれ。淡紅色担当。武器は大斧。
2019年12月14日より2020年11月13日まで、「こあい」名義でアイドルグループ「PEDIOPHOBIA（ペディオフォビア）」のメンバー及びグループプロデューサーとして活動していた。
2021年3月、夜光性アミューズに加入（「白空こあい」名義）。
2022年6月、GILTYxGILTYに加入（「白空こあい」名義、夜光性アミューズと兼任）。
一十三 四（ひとみ よつ）
（在籍期間：2015年10月 - 2020年8月）
2月12日生まれ。緑色担当。武器は毒薬。
凪 あけぼの（なぎ あけぼの）
（在籍期間：2019年5月 - 2020年8月）
11月20日生まれ。陽色担当。武器はヌンチャク。
ましろ
（在籍期間：2015年5月 - 2020年9月）
3月27日生まれ。白担当。武器は二丁拳銃。
2024年2月、YOLOZに加入（「壱」名義）
征之丞 十五時（ゆきのじょう おやつ）
（在籍期間：2019年5月 - 2022年4月）
1月27日生まれ。空青（そらあ）色担当。武器は弓矢。
甘福氐 喑（あまねち あん）
（在籍期間：2020年10月 - 2022年4月）
7月2日生まれ。いろは色担当。武器は錘（すい）。
雫 ふふ（しずく ふふ）
（在籍期間：2020年10月 - 2022年11月）
12月18日生まれ。灰色担当。武器は傘。
2023年3月29日より2023年10月2日のグループ解散時まで、「東京電脳少女」の「猫乃たま」として活動。現在は「猫乃たま」の芸名でソロ活動中。
もとちか 襲（もとちか かさね）
（在籍期間：2020年10月 - 2023年3月）
5月5日生まれ。虚紫（むなし）色担当。武器は呪詛。
个喆（こてつ）
（在籍期間：2021年1月 - 2023年3月）
2月25日生まれ。初恋色担当。武器はゆびばーん。元幽霊テロルArchitect、ゆくえしれずつれづれメンバー。
己涙々 らて（みるる らて）
（在籍期間：2024年3月 - 2024年4月）
誕生日不明。溺レ色担当。武器はマック10。

## ディスコグラフィ

### 写真集・書籍
| 発売日         | タイトル                     | 著者                             | 備考 |
| -------------- | ---------------------------- | -------------------------------- | ---- |
| 2018年10月15日 | ぜんぶ君のせいだ。解体ぜん書 | ぜんぶ君のせいだ。               |      |
| 2019年12月25日 | 一十三四五                   | 一十三四                         |      |
| 2021年7月7日   | EsEgo                        | ぜんぶ君のせいだ。               |      |
| 2021年8月25日  | 縁罪                         | 如月愛海                         |      |
| 2021年11月3日  | Hyper ill Pop                | 甘福氐 喑                        |      |
| 2021年12月29日 | ぜん君。ちゃん               | 雫ふふ                           |      |
| 2022年1月19日  | 朧                           | 如月愛海 / もとちか襲 / GESSHI類 |      |
| 2022年2月16日  | くぅーあい                   | 征之丞十五時 / 个喆              |      |

## 動画

### ミュージックビデオ
| 公開日     | 曲名                                 | 備考                                                          |
| ---------- | ------------------------------------ | ------------------------------------------------------------- |
| 2015/07/08 | ねおじぇらす✡めろかおす              | 1stデジタルシングル「ねおじぇらす✡めろかおす」                |
| 2015/08/12 | ShitEndプラシーボ                    | 2ndデジタルシングル「ShitEndプラシーボ」                      |
| 2016/04/15 | うぇゆうぇゆうぉっ〜ヒネクレノタリ〜 | 1stシングル「無題合唱」                                       |
| 2016/04/15 | 無題合唱(アニメーション)             | 1stシングル「無題合唱」                                       |
| 2016/07/28 | 僕喰賜君ノ全ヲ                       | 2ndシングル「僕喰賜君ノ全ヲ」                                 |
| 2016/11/03 | WORLD END CRISIS feat. ◎屋しだれ     | 2ndフルアルバム「アニマあにむすPRDX」                         |
| 2016/12/27 | オルタナティブメランコリー           | 2ndフルアルバム「アニマあにむすPRDX」                         |
| 2017/02/15 | Sophomore Sick Sacrifice             | 3rdシングル「Sophomore Sick Sacrifice」                       |
| 2017/05/02 | わがまま新生Hominina                 | 4thシングル「わがまま新生Hominina」                           |
| 2017/09/01 | 無題合唱                             | 3rdフルアルバム「Egoistic Eat Issues」                        |
| 2017/09/07 | 独白園                               | 3rdフルアルバム「Egoistic Eat Issues」                        |
| 2017/10/01 | みすふぃっとらゔぁーず               | 3rdフルアルバム「Egoistic Eat Issues」                        |
| 2017/12/07 | せきららららいおっと                 | 5thシングル「せきららららいおっと」                           |
| 2018/04/04 | トナリコレアラタ                     | 6thシングル「トナリコレアラタ」                               |
| 2018/07/24 | メスゲノムフェノメノン               | 4thフルアルバム「NEORDER NATION」                             |
| 2019/01/09 | 革鳴前夜                             | 7th限定シングル「革鳴前夜」                                   |
| 2019/02/06 | ロマンスセクト                       | 両A面8thシングル「Natural Born Independent / ロマンスセクト」 |
| 2019/03/27 | Natural Born Independent             | 両A面8thシングル「Natural Born Independent / ロマンスセクト」 |
| 2019/08/14 | AntiIyours                           | 9thシングル「AntiIyours」                                     |
| 2019/12/13 | When you 2 WANT                      | 5thフルアルバム「或夢命」                                     |
| 2020/11/03 | インソムニア                         | 11th Single「インソムニア」                                   |
| 2021/02/21 | 堕堕                                 | 12th Single 「堕堕」                                          |
| 2021/03/31 | WORLD END CRISIS                     | 再新録アルバム 「Q.E.D.mono」                                 |
| 2021/05/19 | オルタナティブメランコリー           | 再新録アルバム 「Q.E.D.mono」                                 |
| 2021/05/31 | キミ君シンドロームX                  | 再新録アルバム 「Q.E.D.mono」                                 |
| 2021/06/01 | Cult Scream                          | 再新録アルバム 「Q.E.D. bi」                                  |
| 2021/10/06 | Heavenlyheaven                       | 13thシングル みきとP作曲「Heavenlyheaven」                    |
| 2021/11/24 | SCAR SIGN                            | 6thAlbum 丸山漠（a crowd of rebellion）作曲                   |
| 2021/12/08 | Underscore                           | 6thAlbum オキタユウキ（été）作曲                              |
| 2022/03/02 | 浪漫事変                             | 14thシングル Tom-H@ck / 杉下トキヤ作曲                        |
| 2022/04/27 | 僕喰賜君ノ全ヲ                       | 3rd再新録アルバム 「Q.E.D.tri」                               |
| 2022/08/11 | DEADENDprisoner                      | 15thSG「DEADENDprisoner」                                     |
| 2025/03/01 | こゆび                               | 17thSG「こゆび」                                              |
| 2025/03/29 | 眩盲暈詩                             | 18thSG「眩盲暈詩」                                            |

### LIVEMOVIE
| 公開日     | 曲名                                                       | 備考                                                              |
| ---------- | ---------------------------------------------------------- | ----------------------------------------------------------------- |
| 2018/07/18 | うぇゆうぇゆうぉっ〜ヒネクレノタリ〜                       | 「TSUTAYA O-EAST ワンマンLIVE〜ロマン無頼IZM〜」                  |
| 2018/10/04 | Cult Scream                                                | 東名阪「おぼろばんからからーTOUR」ファイナル at 恵比寿LIQUID ROOM |
| 2018/12/09 | WORLD END CRISIS                                           | 東名阪「おぼろばんからからーTOUR」ファイナル at 恵比寿LIQUID ROOM |
| 2019/01/14 | みすふぃっとらゔぁーず                                     | 東名阪「おぼろばんからからーTOUR」ファイナル at 恵比寿LIQUID ROOM |
| 2019/04/26 | 唯君論                                                     | Zepp Tokyo ワンマンLIVE〜革鳴共唱〜                               |
| 2019/04/26 | 僕喰賜君ノ全ヲ                                             | Zepp Tokyo ワンマンLIVE〜革鳴共唱〜                               |
| 2021/02/25 | 中野サンプラザ単独公演〜生鳴兆候〜本編全曲Official Trailer | 単独公演〜生鳴兆候〜 at 中野サンプラザ                            |

## 出演

### ラジオ
- GIRLS♥GIRLS♥GIRLS =flying high=  「コドモメンタルRADIO」（2017年7月5日 - 、FM-FUJI）[81]